# Mord an Familie Kraemer

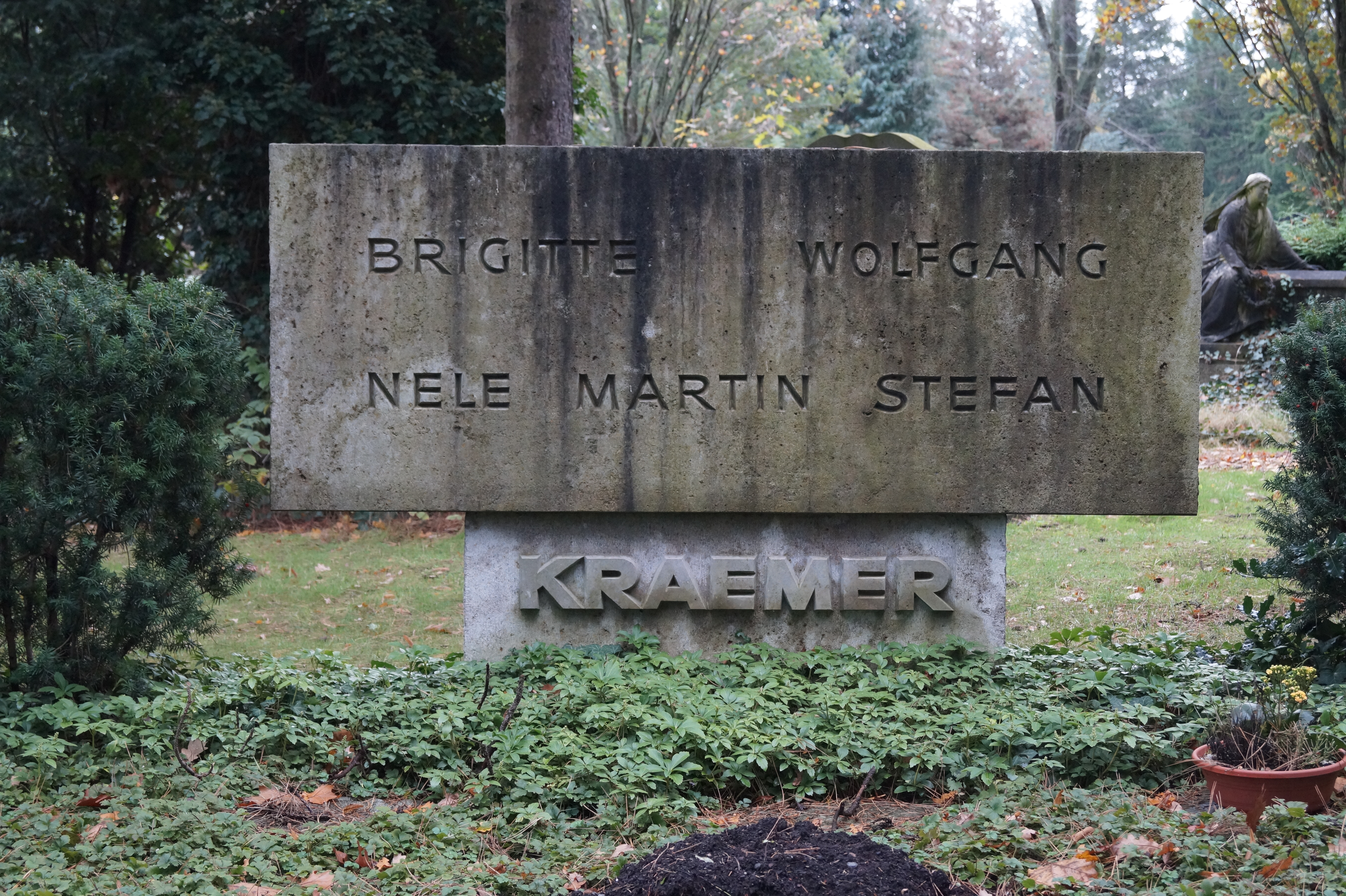
Grabstätte der Familie Kraemer auf dem Hauptfriedhof Braunschweig

Der Mord an Familie Kraemer ist ein bekannter deutscher Kriminalfall. Er geschah am 19. Januar 1977 in Mascherode, einem Stadtteil von Braunschweig. Der bereits nach wenigen Tagen als mutmaßlicher Täter ermittelte Ferenc Sós [ˈfɛrɛnts ˈʃoːʃ] nahm Wolfgang Kraemer, einen Direktor der örtlichen Volksbank, sowie dessen Ehefrau und drei der vier gemeinsamen Kinder als Geiseln, um Lösegeld zu erpressen. Nach erfolgter Geldübergabe ermordete er jedoch alle fünf Personen. Die älteste Tochter des Ehepaars befand sich zur Tatzeit nicht im Haus und überlebte so als Einzige.
Sós wurde 1978 in einem Indizienprozess zu lebenslanger Freiheitsstrafe verurteilt. Es handelte sich deutschlandweit um den ersten Fall seit 1945, bei dem ein Erpresser fünf Menschen tötete.

## Rekonstruierter Tathergang
Seit dem Nachmittag oder Abend des 19. Januar 1977 wurden Wolfgang Kraemer, seine Ehefrau Brigitte sowie die gemeinsamen Kinder Stefan, Nele und Martin in ihrem Einfamilienhaus in Mascherode von Ferenc Sós festgehalten und bedroht, um so ein Lösegeld zu erpressen.
Nach einer Rekonstruktion stellte sich das Tatgeschehen folgendermaßen dar:

### 19. Januar
Martin, der jüngste Sohn, wurde an diesem Tage gegen 14:30 Uhr letztmals beim gemeinsamen Spiel mit seiner Schwester Nele gesehen, die nach einem Besuch bei einer Freundin gegen 18:30 Uhr nach Hause ging. Stefan wurde gegen 16:30 Uhr bei der Fahrt auf seinem Moped zuletzt gesehen. Ein Zeuge gab an, dass sich Stefan mit ihm treffen wollte, jedoch die Verabredung nicht einhielt. Gegen 17:10 Uhr fragte dieser bei Brigitte Kraemer nach Stefan. Obwohl das Moped in der Garage stand, gab Frau Kraemer an, Stefan sei nicht zuhause. Dies war zugleich die letzte Sichtung Brigitte Kraemers, die zuvor gegen 16 Uhr mit einem roten VW Käfer nach Hause gefahren war. Wolfgang Kraemer kehrte gegen 18:30 Uhr von seiner Arbeit bei der Volksbank heim. Kurz vor 21 Uhr rief Kraemer bei Kurt R., einem Prokuristen der Volksbank, an und teilte ihm mit, dass seine Familie entführt worden sei und er selbst von mehreren Männern mit Schusswaffen bedroht werde, die ein Lösegeld zwischen 700.000 DM und 1.000.000 DM verlangten. Dieser Betrag konnte nicht beschafft werden, da im Tresor der Bank keine solche Summe verfügbar war. Nach Verhandlungen Kraemers mit dem oder den Tätern wurde eine Summe von 165.000 DM vereinbart. Gegen 22:30 Uhr wurde das Geld an der Haustür des Einfamilienhauses an Wolfgang Kraemer übergeben. Auf Drängen Kraemers benachrichtigte der Prokurist bis zum nächsten Morgen jedoch nicht die Polizei.
Zeugen gaben später an, am Abend der Tat zwei Autos gehört zu haben, die sich vom Haus entfernten. Das Fahrzeug von Brigitte Kraemer wurde später am Hauptbahnhof aufgefunden.

### 20. Januar
Am nächsten Morgen benachrichtigte der Prokurist besorgt seine Vorgesetzten und diese schließlich die Polizei. Als diese am Tatort eintraf, stand noch nicht fest, ob sich die Täter noch hier aufhielten. Daher begab sich der leitende Beamte durch ein Kellerfenster in das Gebäude. Dort fand er zunächst den gefesselten und mit einer Schnur erdrosselten Wolfgang Kraemer. Im Erdgeschoss entdeckte er in unterschiedlichen Räumen die übrigen Familienmitglieder, die ebenfalls erdrosselt worden waren. Die mutmaßlichen Täter hinterließen nur wenige Spuren; dazu gehörte ein Schriftstück, in dem die Freilassung von Mitgliedern der Baader-Meinhof-Gruppe gefordert wurde, wodurch offenbar die Aufmerksamkeit auf die zu dieser Zeit aktive Terrororganisation Rote Armee Fraktion gelenkt werden sollte. Ein linksterroristischer Hintergrund konnte jedoch bald ausgeschlossen und das Schriftstück als falsche Fährte identifiziert werden.
Als in den Spätnachrichten von der Geiselnahme und dem fünffachen Mord in Braunschweig berichtet wurde, meldete sich ein ehemaliger Mithäftling von Ferenc Sós, Waldemar S., beim Wachpersonal mit der Nachricht, er wisse, wer das getan habe, und gab damit den entscheidenden Hinweis.

## Ermittlungen
Nach der Tat bildete die zuständige Kriminalpolizei der Polizeidirektion Braunschweig eine Sonderkommission, die zeitweilig aus bis zu 70 Ermittlern bestand. Bei einer Anfrage nach ähnlichen Taten an das polizeiliche Auskunftssystem POLAS benannte der Computer den Ungarnflüchtling Ferenc Sós, der bereits 1970 in Borgholzhausen sechs Personen gefesselt und eingesperrt hatte. Am 23. Dezember 1976 war Sós aus der Strafhaft in Hamburg-Fuhlsbüttel entlassen worden. Er hatte bereits zwölf der 20 Jahre in Deutschland hauptsächlich wegen Einbrüchen im Gefängnis verbracht.
Vier Tage nach der Tat wurde Ferenc Sós in Hamburg festgenommen und kam in Untersuchungshaft. Er bestritt jede Tatbeteiligung, aufgrund gegen ihn sprechender Indizien kam es jedoch zur Anklage. Ein weiterer Mithäftling von Sós, Klaus-Heinz P., wurde ebenfalls festgenommen, kam jedoch wieder frei. Er belastete den Hauptverdächtigen schwer, die Medien stellten ihn als möglichen Mittäter dar.

## Berichterstattung und Reaktionen
Die Berichterstatter der unterschiedlichen Tages- und Boulevardzeitungen reisten aus dem gesamten Bundesgebiet an, um exklusiv über dieses Verbrechen zu berichten. Es entstand ein regelrechter Medientourismus. Die Schlagzeilen lauteten beispielsweise: Bild: Eine Villa voll mit Toten; Hamburger Abendblatt: Entsetzen über fünffachen Mord; oder der Spiegel: Dumm, primitiv und stümperhaft?.
Nach der Tat forderten Oberstadtdirektor Hans-Günther Weber sowie viele Braunschweiger Bürger die Wiedereinführung der Todesstrafe für Mord.
Mehrere Personen wurden von Sensationshungrigen und Journalisten belästigt oder eingeschüchtert, weil diese unbedingt Informationen über den Mordfall bekommen wollten. So gelangten etwa mehrere Menschen unter Einsatz körperlicher Gewalt bis vor die Vorstandszimmer der Volksbank. Andere beschafften sich Fotos der Familie Kraemer mit unethischen Mitteln. In Zeitungsberichten wurden teilweise falsche Angaben über die Opfer gemacht, etwa Wolfgang Kraemer fälschlich und klischeehaft als Tennisspieler hingestellt. Auch für die Trauerfeier versuchten Angehörige der Regenbogenpresse, sich unter falschen Angaben Details zum Trauerfeierort zu verschaffen. Aus ähnlichen Gründen mussten sogar zwei Anwälte das Mandat für Sós niederlegen.

## Strafprozess
Der Strafprozess begann ein Jahr später am 2. Februar 1978 vor der Schwurgerichtskammer des Landgerichts Braunschweig; Den Vorsitz führte Richter Manfred Flotho. Die überlebende Tochter trat, vertreten durch ihren Anwalt Lehmann, als Nebenklägerin auf, Vertreter der Staatsanwaltschaft war Karl-Heinz Reinhardt. Der Angeklagte Ferenc Sós wurde von den Hamburger Strafverteidigern Leonore Gottschalk-Solger, Peter Gottschalk und Reinhard Daum verteidigt.
Das Gericht hatte 131 Zeugen und 19 Sachverständige geladen. Neben 27 Bänden mit insgesamt 6750 Seiten Prozessakten flossen auch 41 Aktenordner mit Spuren in die Verhandlung ein. Die Verteidigung argumentierte gegen den Belastungszeugen Klaus-Heinz P., der in einer gemeinsamen Wohnung mit Sós lebte, und auch gegen die von der Staatsanwaltschaft präsentierten Indizien.
Neben diesen Indizien wies auch das Verhalten von Sós auf ihn als Täter hin. So hatte er nach Angaben eines früheren Mithäftlings am 17. Januar 1977 versucht, diesen zu einer Geiselnahme mit Erpressung zu überreden, um an Geld zu gelangen. Dazu hätten die beiden Wohnungen von Prominenten in Hamburg beobachtet.
Am 12. Mai 1978 wurde Ferenc Sós wegen Mordes in fünf Fällen, räuberischer Erpressung und erpresserischen Menschenraubs zu einer lebenslangen Freiheitsstrafe verurteilt. Zusätzlich erhielt er wegen eines Einbruchs und versuchten Totschlags vom 26. November 1970 in Hamburg, wo er gezielt auf eine unerwartete Zeugin geschossen hatte, zwölf Jahre Freiheitsstrafe. Bei ihrem erstinstanzlichen Urteil schloss die Strafkammer am Landgericht Braunschweig nicht aus, dass ein weiterer Täter an der Tat beteiligt war. Da jedoch von der Beute nur 8000 DM fehlten, kam nach Überzeugung der Richter nur er als Haupttäter in Betracht. Allerdings äußerten nach dem Urteil mehrere Journalisten Zweifel an der Täterschaft von Sós. Die Verteidigung legte Revision ein, die am 23. März 1979 vom 5. Strafsenat des Bundesgerichtshofs in West-Berlin verworfen wurde.
Sós starb Mitte August 2011 im Alter von 77 Jahren in Haft in der Justizvollzugsanstalt Celle.
| Indiz                                    | Bedeutung | Ort                                                                                                | Fundzeit (durch Zeugen oder Polizei)        |
| ---------------------------------------- | --- | -------------------------------------------------------------------------------------------------- | ------------------------------------------- |
| Adresse von Sós                          | Sós bestritt, sich in Braunschweig aufgehalten zu haben | Von Sós auf der Rückfahrt per Bahn von Braunschweig nach Hamburg für eine Studentin aufgeschrieben | 20. Januar 1977: Tatnacht, nach der Tat[13] |
| Zigarettenkippen Reval                   | Nach Speichelprobe: Blutgruppe stimmt mit Blutgruppe von Sós überein | Am Tatort gefunden                                                                                 | 20. Januar 1977, morgens                    |
| angebliches RAF-Schreiben                | Ähnliches Schriftstück wurde von einer Zeugin Monate vor der Tat bei Sós gesehen                                                                                              | Am Tatort gefunden                                                                                 | 20. Januar 1977, morgens                    |
| VW-Käfer                                 | Auto von Frau Kraemer, vermutlich als Fluchtfahrzeug genutzt[14] | Hauptbahnhof Braunschweig                                                                          | 20. Januar 1977, morgens                    |
| Kassenbelege                             | Zwei Metallkassetten wurden kurz nach 9:30 Uhr am Morgen nach der Tat in Hamburg von einem Mann gekauft.                                                                      | Kaufhof, Hamburg                                                                                   | kurz nach 9:30 Uhr am 20. Januar 1977       |
| Zigarettenschachtel und Zigaretten Reval | dieselbe Marke wie am Tatort | Festnahme von Sós                                                                                  | 23. Januar 1977?                            |
| Stoffhandschuhe                          | unbekannt | Festnahme von Sós                                                                                  | 23. Januar 1977?                            |
| Adressen                                 | unbekannt | Festnahme von Sós                                                                                  | 23. Januar 1977?                            |
| Bindfaden (Paketschnur)                  | Gleiche Beschaffenheit wie für die Erdrosselung benutzter Bindfaden | Hausdurchsuchung bei Sós oder Festnahme von Sós, Wohnung Sós und P.                                | 23. Januar(?) oder 4. Februar 1977          |
| Banderolen                               | Banderolen der Volksbank Braunschweig, angekohlt (im Papierkorb) | Hausdurchsuchung Wohnung Sós und P.                                                                | 4. Februar 1977                             |
| Metallkassette 1                         | Mit Kaufhof-Aufkleber. Inhalt: 16.500 DM | Hausdurchsuchung Wohnung Sós und P.                                                                | 4. Februar 1977                             |
| Metallkassette 2                         | Bei Streckenabfahrt mit Zeuge P. gefunden, der die Strecken mit Sós gefahren haben wollte. Inhalt: 139.000 DM, Seriennummern teilweise bei Volksbank Braunschweig registriert | bei Autobahnauffahrt Horn                                                                          | 4. Februar 1977?                            |